# مدرسة شانديغار المعمدانية
مدرسة شانديغار المعمدانية هي مدرسة ثانوية مدرسة خاصة مختلطة تقع في شانديغار في الهند. تأسست في عام 1986 من قبل منظمة غير حكومية وهي جمعية المعمدانية الشمالية الغربية للهند كمرحلة ما قبل المدرسة ثم تم ترقيتها إلى المدرسة الابتدائية العليا في عام 1993، وفي عام 2001 إلى المدرسة الثانوية وفي عام 2007 تم ترقيتها إلى المؤسسة التعليمية العليا 
تدار المدرسة من قبل جمعية المعمدانية شمال غرب الهند وتنتمي إلى المجلس المركزي للتعليم الثانوي، نيودلهي، الهند
المدرسة لديها الآن ما يقرب من 1200 من الحضور والطلاب